# Potok (Banská Bystrica)
|  | No s'ha de confondre amb Potok (Žilina). |

Potok és un poble i municipi d'Eslovàquia. Es troba a la regió de Banská Bystrica.

## Història
La primera menció escrita de la vila es remunta al 1323.

## Demografia
| Godina             | 1994 | 2004    | 2014    | 2024    |
| ------------------ | ---- | ------- | ------- | ------- |
| Nombre de persones | 58   | 36      | 41      | 21      |
| Diferència         |      | −37,93% | +13,88% | −48,78% |

| Godina             | 2023 | 2024    |
| ------------------ | ---- | ------- |
| Nombre de persones | 19   | 21      |
| Diferència         |      | +10,52% |